# Won’t Talk About It
A Won't Talk About It című dal a brit Beats International 2. kimásolt kislemeze a Let Them Eat Bingo című albumról.

## Megjelenések
7"  Franciaország London Records – 869 012-7
- A	Won't Talk About It (Remix) 3:53

Written-By – Bragg, Smith, Cook, Stone

- B	Beats International Theme 6:11

Written-By – Cook

12"  Egyesült Államok Elektra – 0-66623
- A1	Won't Talk About It (12 Norman Cook Mix) 5:43
- A2	Won't Talk About It (7 Norman Cook Mix) 3:43
- B1	Won't Talk About It (12 One Big Bad World Mix) 7:05
- B2	Won't Talk About It (12 Frankie Foncett Mix) 6:28

Remix, Producer – Frankie Foncett
- B3	Won't Talk About It (7 Beats International Theme) 6:12

## Slágerlista
| Slágerlista (1990)                              | Legjobb helyezés |
| ----------------------------------------------- | ---------------- |
| Australian ARIA Singles Chart                   | 70               |
| Austrian Singles Chart                          | 27               |
| Dutch Top 40                                    | 28               |
| German Singles Chart                            | 26               |
| Ír slágerlista                                  | 12               |
| New Zealand RIANZ Singles Chart                 | 20               |
| Swiss Singles Chart                             | 24               |
| Brit kislemezlista                              | 9                |
| US Billboard Hot 100                            | 76               |
| US Billboard Hot Dance Club Play                | 4                |
| US Billboard Hot Dance Music/Maxi-Singles Sales | 76               |